# Neera Tanden
Neera Tanden (1970. szeptember 10. –) amerikai politikus és politikai tanácsadó. A CAP (Center for American Progress) elnöke, amely egy liberális képviselő szervezet, ahol 2003 óta dolgozik.
Tanden több demokrata elnökválasztási kampányban is dolgozott, Michael Dukakisszal 1988-ban, Bill Clintonnal 1992-ben és Barack Obamával 2008-ban. Hillary Clinton 2000-es szenátusi választásában fontos szerepet játszott, és kabinetjének tagja volt, míg betöltötte szenátori pozícióját. Tanácsadó volt Clinton 2008-as és 2016-os elnökségi kampányában.
2021-ben Joe Biden jelölte a Menedzsment- és Költségvetési Iroda vezetőjének, amely jelöléstől 2021 márciusában visszalépett.

## Politikai nézetek

### Belpolitika
Fő munkája az egészségügy fejlesztése Amerikában. Fontos szerepet játszott az Obama elnökség alatt az Affordable Care Act előkészítésében.
Bernie Sanders és támogatóinak kritikusa, a 2016-os amerikai elnökválasztás idején kritizálta a szenátor 15 dolláros minimumbér emelését.

### Külpolitika

#### Izrael
2015-ben Tanden és a CAP kritizálta Benjámin Netanjáhút, amiért washingtoni látogatását a Barack Obama által támogatott iráni nukleáris egyezmény elleni szervezkedéssel töltötte. Netanjáhú következő látogatásán felkérte Tandent, hogy mondhasson beszédet a CAP előtt. Tanden ezen döntését kritizálták progresszív szervezetek.

#### Líbia
Az Egyesült Államok és a NATO bombázása előtt Tanden támogatta Kadhafi eltávolítását.

#### Szíria
2013-ban, mikor Obama tervezte Szíria bombázását, Tanden a következőt tweetelte: "Oh Szíria, ugyan nem akarok a világ rendőre lenni, egy rendőrség által nem ellenőrzött világ veszélyes. Lehetséges, hogy az Egyesült Államok az egyetlen felnőtt a szobában." Ellenezte, hogy amerikai katonákat küldjenek az országba.